# Želovice
Želovice (německy Klein Seelowitz) jsou vesnice, součást městysu Olbramovice v okrese Znojmo. Do roku 1966 se také jednalo o samostatné katastrální území.

## Historie
První písemná zmínka o Želovicích pochází z roku 1349. Ves byla v 19. století tvořena oboustrannou ulicovkou kolem cesty ze sousedních Olbramovic na jih. Na návsi stála zvonice. Na jihovýchodním konci vsi odbočuje cesta severovýchodně přes potok do Lidměřic, zatímco jihovýchodním směrem navazují Babice.
Po zrušení patrimoniální správy v polovině 19. století byly Želovice samostatnou obcí. V roce 1949 byly i s Lidměřicemi a Babicemi připojeny k Olbramovicím. O status místní části přišly v 50. letech 20. století. V roce 1966 bylo zrušeno katastrální území Želovic a jeho plocha byla přičleněna k olbramovickému katastru.

## Obyvatelstvo
| 1869 | 1880 | 1890 | 1900 | 1910 | 1921 | 1930 | 1950 | 1961 | 1970 | 1980 | 1991 | 2001 | 2011 |
| ---- | ---- | ---- | ---- | ---- | ---- | ---- | ---- | ---- | ---- | ---- | ---- | ---- | ---- |
| 229  | 266  | 259  | 210  | 222  | 234  | 222  | 169  | —    | —    | —    | —    | —    | —    |

## Galerie

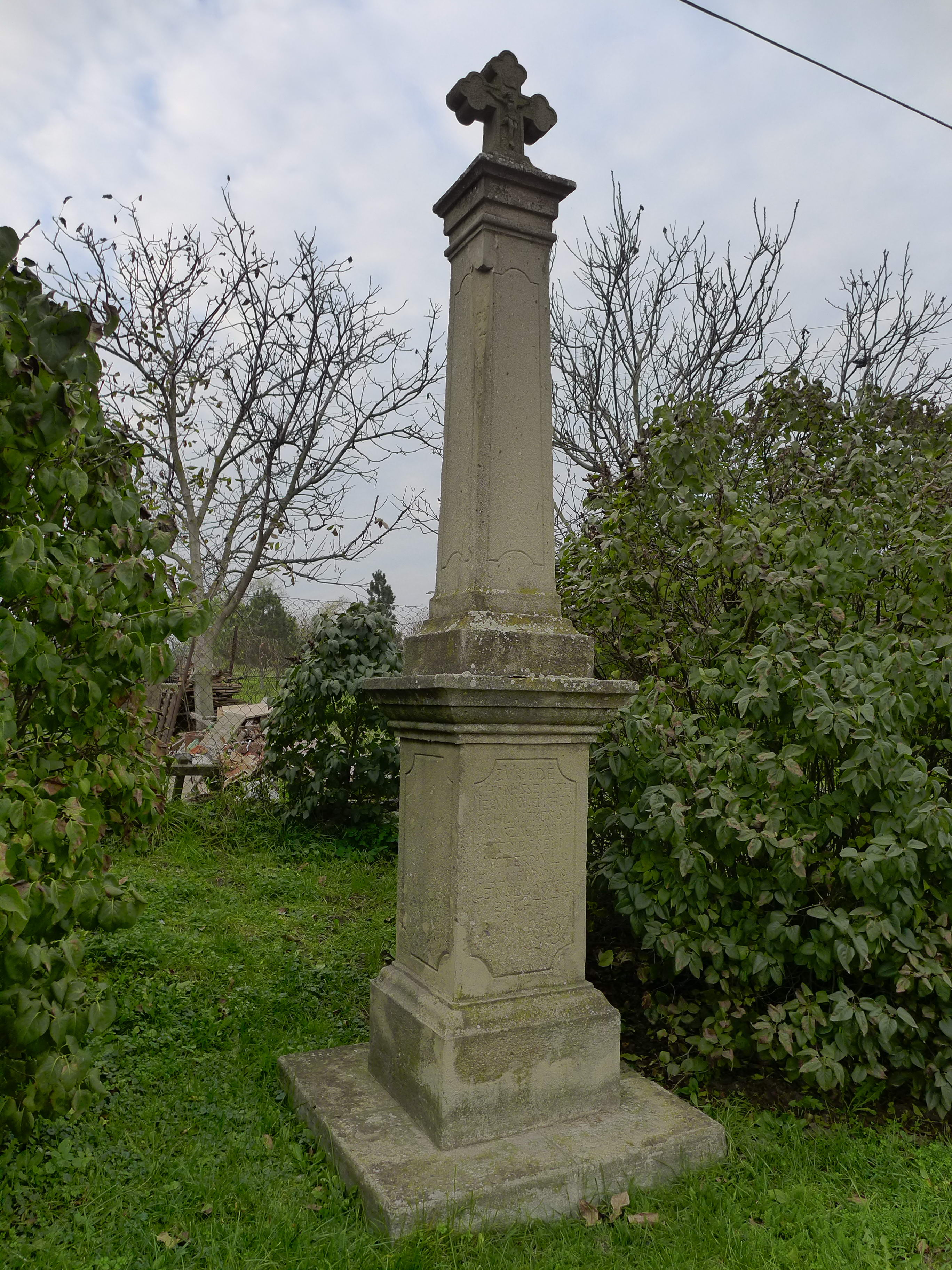
Barokní kamenný kříž na severním okraji Želovic
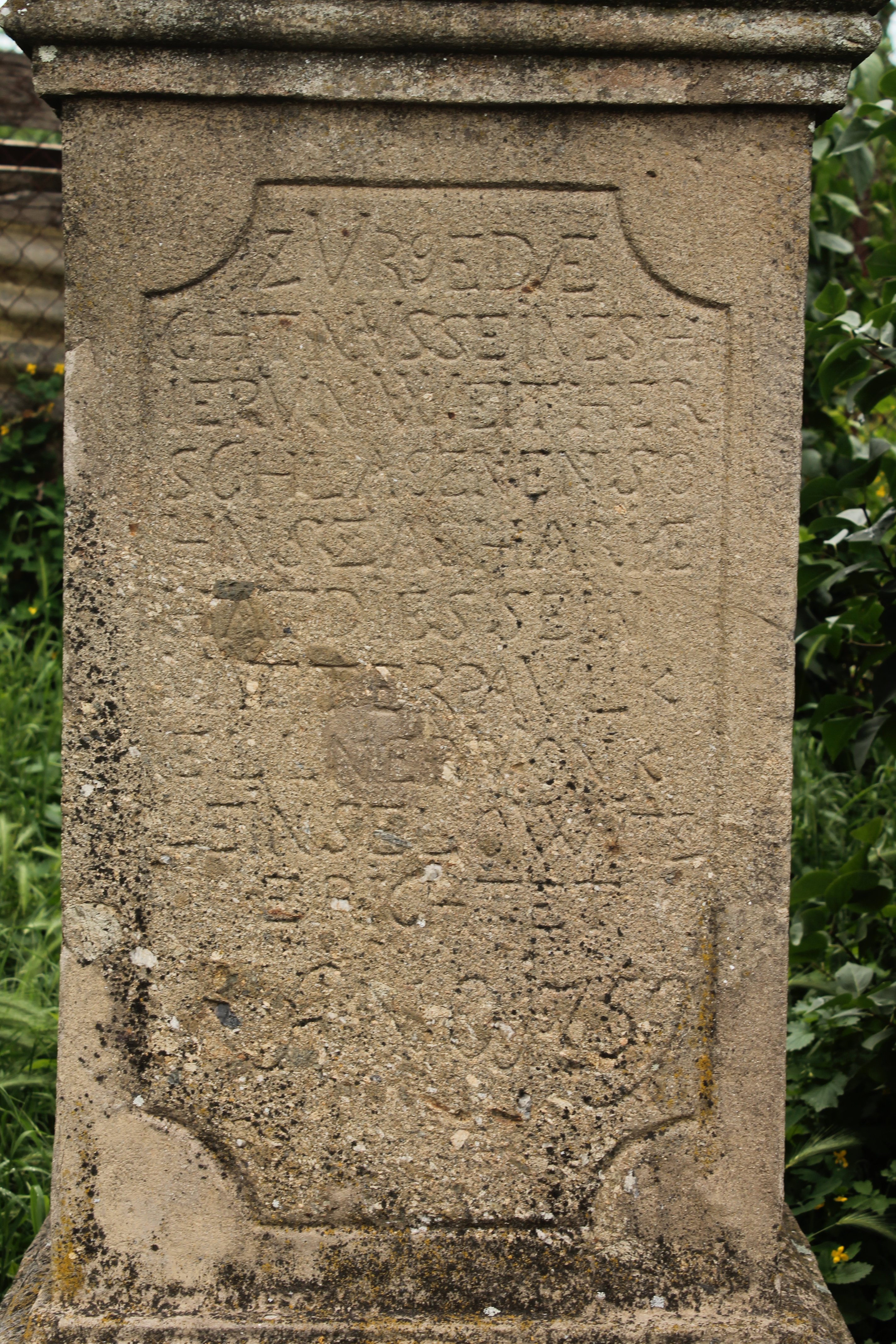
Nápis na kříži
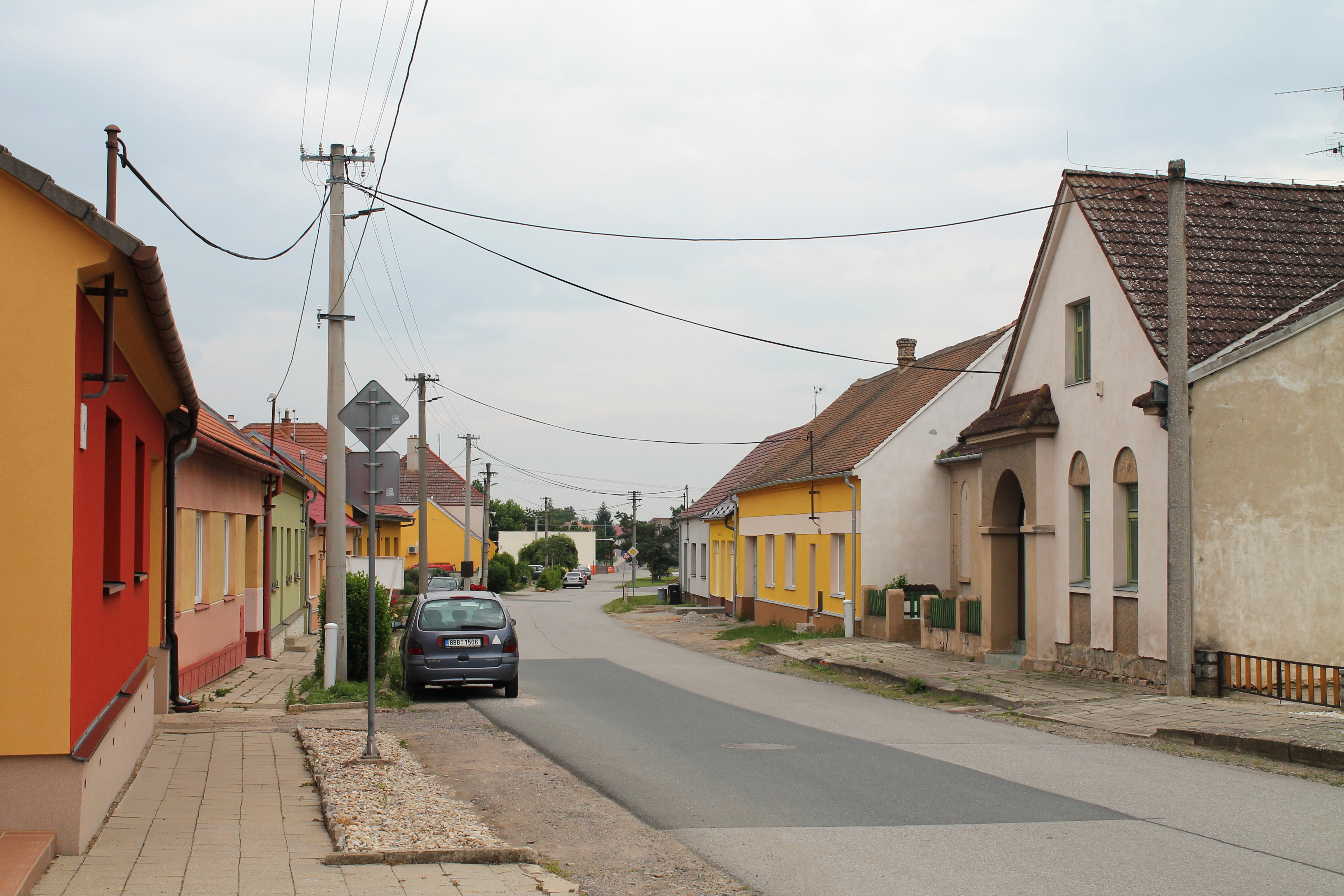
Náves
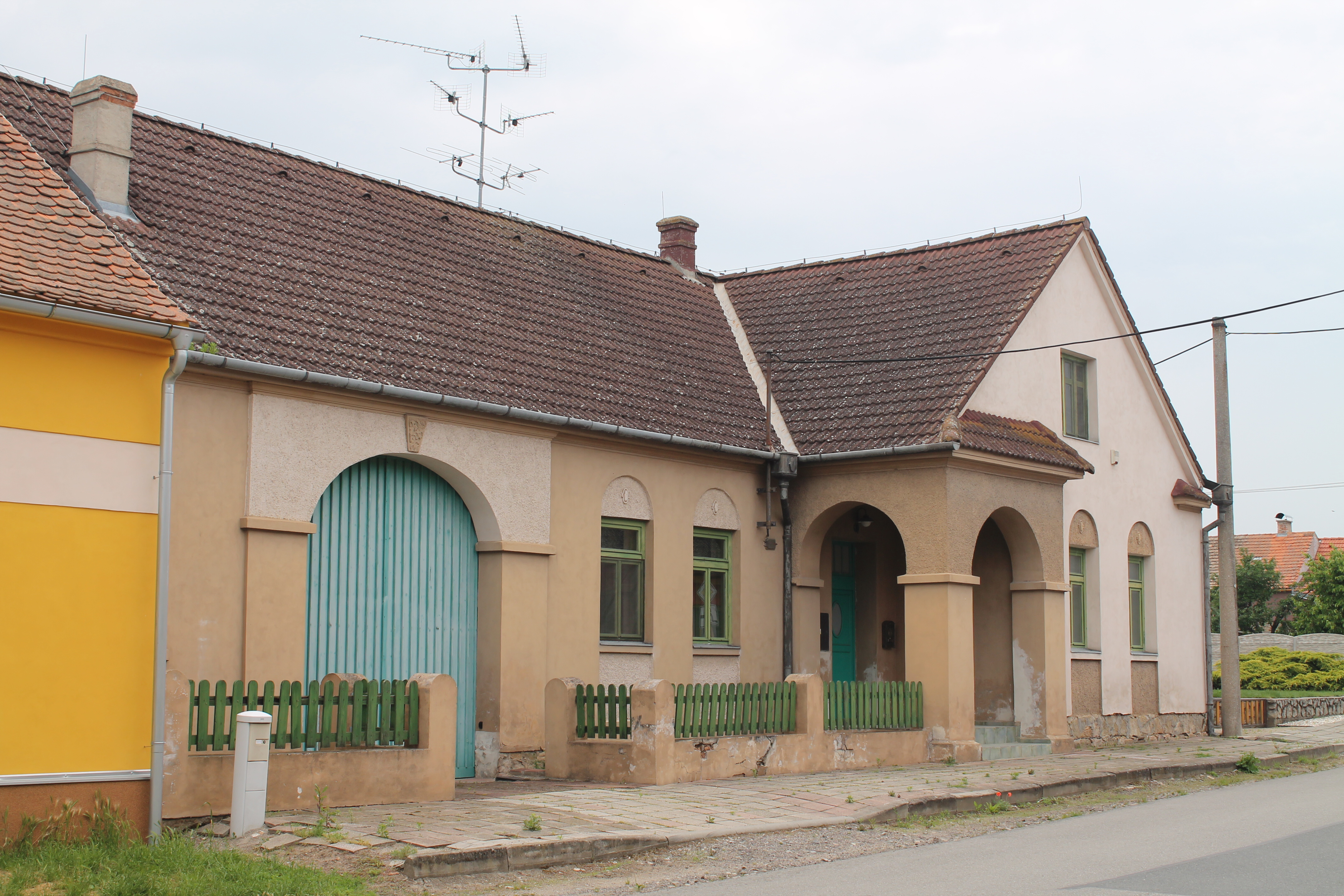
Dům čp. 136
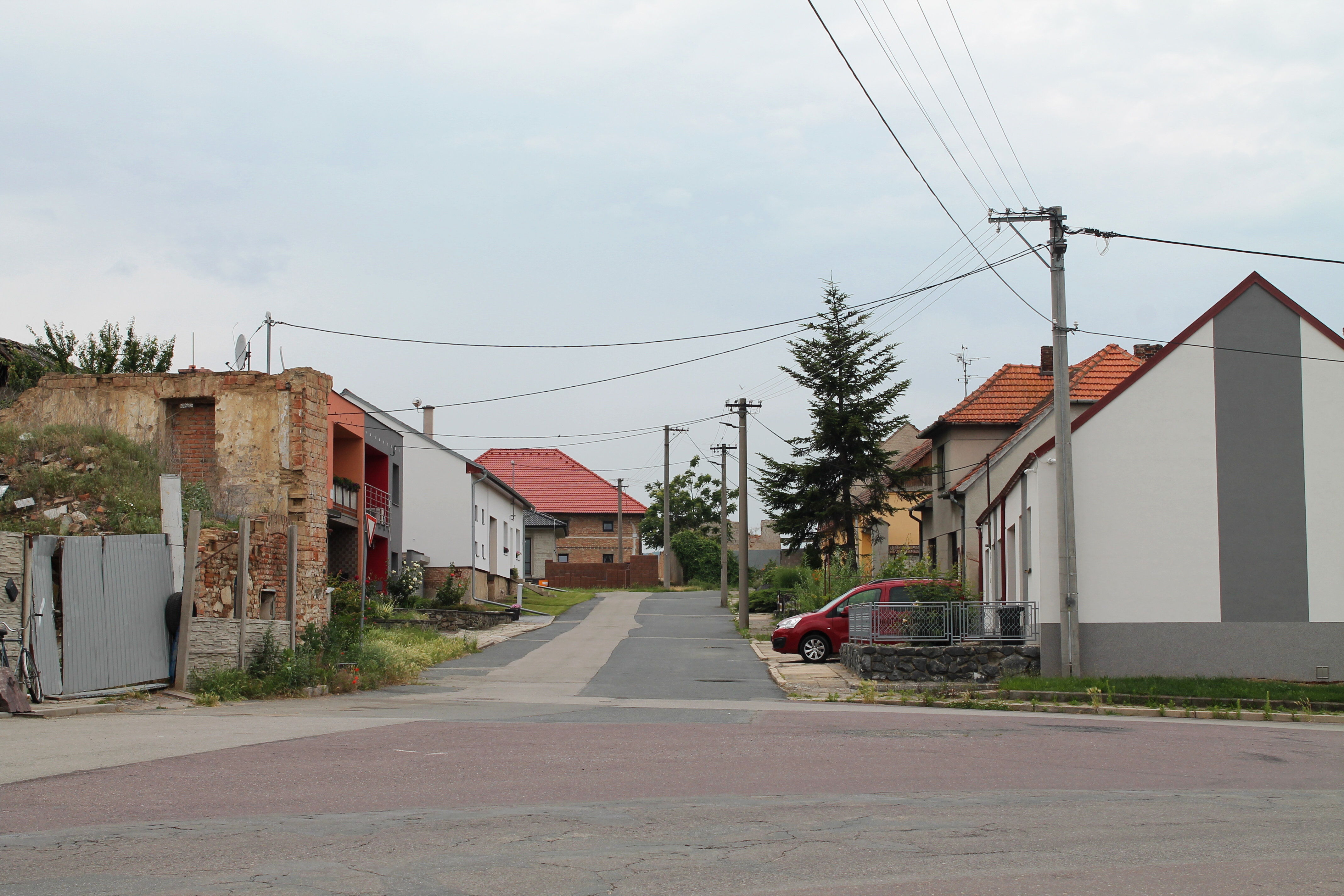
Severní část vsi